# شبکه اف‌اکس
اف‌اکس نت‌ورکز (انگلیسی: FX Networks) شرکتی متشکل از شبکهٔ اصلی اف‌اکس، به علاوه یک شرکت تولیدی و یک شرکت تابعه از تلویزیون والت دیزنی، بخشی از والت دیزنی انترتینمنت است که خود واحدی از شرکت والت دیزنی است. اف‌اکس در ابتدا بخشی از ابرشرکت نوز و بعداً فاکس قرن بیست و یکم بود و در تاریخ ۲۰ مارس ۲۰۱۹ توسط فاکس در اختیار شرکت دیزنی قرار گرفت. در نهایت، شبکه اف‌اکس با سایر دارایی‌های تولید و پخش تلویزیونی که واحد محتوای سرگرمی عمومی دیزنی را تشکیل می‌دهند، ادغام شد.